# Begonia acida
Begonia acida é uma espécie de Begonia.

## Descrição
Possui folhas peltadas grandes, suculentas e lanosas. Suas flores são de core clara e geralmente em cachos. É nativa do Brasil.